# Леся Мудрак
Оле́ся Ві́кторівна Мудра́к-Ковалі́в, творчий псевдонім Ле́ся Мудра́к (нар. 29 квітня 1985, м. Легніца, Польща) — українська письменниця, філологиня, перекладачка, критикиня, менеджерка, редакторка, громадська діячка. Кандидатка філологічних наук. Членкиня Національної спілки письменників України, асоціації журналістів та Громадської ради при Міністерстві культури України (2014—2015 рр.), помічниця-консультантка народного депутата України Тараса Креміня (2015—2019 рр.), експертка Українського культурного фонду (програма «Культура без бар'єрів») (2022 р.). Від 28 липня 2023 року — в складі Комітету з Національної премії України імені Тараса Шевченка

## Життєпис
Жила і навчалася у м. Дніпропетровську.
Закінчила відділення літературної творчості КНУ імені Тараса Шевченка (2007). Достроково захистила дисертацію на здобуття наукового ступеня кандидата філологічних наук на тему: «Еротична лірика: жанрова специфіка та ідіостилі» (2014).
Працювала завідувачем міжнародного відділу в Міжнародній школі україністики Національної академії наук України, викладачем Гуманітарного ліцею КНУ ім. Т. Шевченка, автором та ведучою на інтернет-каналі «Укрлайф TV», редактором у видавництвах, літературним менеджером, модератором численних літературно-мистецьких дійств.
Секретар НСПУ по роботі з молодими авторами (2014—2016), член Правління НСПУ (з 29 листопада 2014 року).
Нині — науковий співробітник Державної наукової установи «Енциклопедичне видавництво».
Із 2023 року куратор українсько-литовських мистецьких проєктів (зокрема проєкту «Нескорені й ніжні», який присвячений поезії воїнів-митців).

## Громадська діяльність
Була автором щотижневої рубрики на літературному порталі «Друг читача». Співзасновником номінації «Найеротичніший твір» у літературному конкурсі «Коронація слова 2012». Учасницею численних конференцій, фестивалів, літфорумів, теле- та радіоефірів. Організовала камерні (Укрлаф-тіві) й масові («Творчі п'ятниці» в СПУ, конференції, круглі столи) літературно-художні та культурні заходи із залученням письменників, співаків, композиторів, танцівників, скульпторів, художників та інших, сама репрезентувала «театр одного актора», виконуючи в ньому власні поезії.
У січні 2020 у київському театрі «Сузір'я» відбулася театралізована презентація поезо-вистави «Поміж жіночих звивин» (режисер — Сергій Архипчук).
Автор й виконавець проєктів:
- Провела в 2014 р. Міжнародний поетичний фестиваль «Terra poetica» за участі 15-ти країн світу (проєкт здійснено під патронатом Міністерства культури України, Фонду культури України)
- Після 8-річної перерви відновила й знайшла фінансування на найстаріший Міжнародний конкурс кращих творів молодих літераторів «Гранослов».
- Спільний проєкт із діаспорою Угорщини (в особі Уляни Княгинецької та доцента КНУКіМА Олени Диби) в м. Будапешті: провели перший міжнародний конкурс «Українська казка ХХІ століття», видана книга «Базиліка Святого Іштвана»(післямова — Леся Мудрак)
- За спеціальною програмою Міністерства культури Польщі, спільно із  журналом «Всесвіт», перебуваючи на посаді секретаря по роботі з молоддю НСПУ, сприяла відвідинам Польщі (м. Щецин) школярів Кіровоградщини, де обдаровані діти мали змогу поспілкуватися з польськими однолітками та обмінятися творчим досвідом.
- Провела обласні наради молодих літераторів на Хмельниччині, Херсонщині, Рівненщині, брала участь в організації перекладацької співпраці з молодими письменниками, налагоджувала контакти з молодими письменниками Білорусі, Польщі, Словаччини, Азербайджану.
- Провела Міжнародний молодіжний літературний форум, що відбувся 27-29 квітня 2015 р. в Києві, у якому взяли участь 120 учасників з усієї України (включно з АР Крим) та міжнародні учасниками. У межах заходу було проведено майстер-класи поезії, прози, драматургії, а також лекторій від брендових видавців та громадських діячів. Молодь мала нагоду не лише поспілкуватися між собою, представити свою творчість, а й побачити зірок української естради (Тоню Матвієнко, Ігора Гроходського, гурт «Тінь сонця» тощо). Юних митців привітали Міністр молоді й спорту І. Жданов, Посол Азербайджану Е. Мадатлі, Проректор КНУ ім. Тараса Шевченка П. Бех.
- До дня Поезії у Рівненському облдрамтеатрі здійснено акцію « Класики та сучасники» (молодь з усієї України читала улюблені вірші класиків вітчизняної літератури різних поколінь; створено молодіжну платформу при Рівненській ОО НСПУ (очільниця — Ірина Баковецька).
- Спільно з Головним редактором «Золотої пекторалі» В. Погорецьким та місцевою владою м. Чорткова ініціювала  створення щорічної літературної школи на Тернопіллі.
- Спільно з Міністерством молоді й спорту, Малою академією наук України, видавництвом «Самміт-книга» провела творчий вікенд для обдарованих дітей-школярів у Пущі-водиці(2015 р.).
- На запрошення Малої академії наук України, очолила журі та брала активну участь у розробці та підготовці  всеукраїнського конкурсу  «Розкрилля душі», присвячений 85-річчю від дня народження Ліни Костенко(участь взяли понад 150 учнів з усієї України).
- У серпні 2015 р. за підтримки Виноградівської міської ради виступила в ролі співорганізатора літературно-мистецького фестивалю «Карпатський пегас» на Закарпатті, в якому взяли участь письменники різних поколінь (читання віршів на конях, творча ватра, читання нон-стоп…).
- Як секретар по роботі з творчою молоддю, формувала роботу літературної сцени на фестивалі «Трипільське коло 2015».
- Акція до Дня закоханих «1001 ніч про кохання» (молоді автори цілодобово читали поезію про любов) та арт-шоу «Кохання з першого погляду» за участі творчої молоді Києва (Співорганізаторами виступили журналістка Віта Прокопчук та ГО «Літмайданчик» в особі Анни Дегтярьової).
- Член оргкомітету книжкового фестивалю « Зелена хвиля» (м. Одеса, серпень 2016 р.)
- Спільно з Аграрною партією та видавництвом «Саміт-книга» ініціювала та очолила оргкомітет Всеукраїнського літературного конкурсу на сільську та аграрну тематику ім. Г. Тютюнника (з 2016 р. — дотепер)
- Автор і модератор проєкту «Вечеря на 12 персон» (спільно з класиками житомирської школи прози та прозовим літературним угрупуванням «Свідки слова»)
- У театрі «Сузір'я» спільно з літераторкою та співачкою SoIomia втілили літературно-мистецький проєкт «Мистецьке казино „Червоне і чорне“».
- Спільно з громадською діячкою Мариною Статкевич провели низку зустрічей із популярними діячами культури та мистецтв «Ранкова кава з…»
- Співорганізаторка і ведуча проєкту «Танго одкровень: аніма тексту», учасниця й репрезентантка дизайнерських проєктів «Синій льон» та «Новий рік із Anna Sorel».
- учасниця глянцевого проєкту «Українська мить», « Культурний тренд»; мистецького проєкту « Kisses from Ukraine by TBelz», освітнього проєкту «Наша школа».
- У CulturEUkraine, культурному просторі для українців, була ініціатором та співорганізатором літературно-музичного вечора на День Конституції та День незалежності.
- Співорганізатор заходу « Кохання і війна» в літературному музеї  Майроніса(м. Каунас)
- У Вільнюській міській центральній бібліотеці виступила співорганізатором вечора українських поетів та поеток.
- Член журі різноманітних фестивалів, конкурсів: « Коронація слова», «Мовою серця», «Перодактиль», і т. д.;
- Голова журі Національного літературного конкурсу «О-бачність» програми з попередження дорожньо-транспортного травматизму дітей та молоді «Traffic Challenge»; Член ГО «Еліта держави».

Від 28 липня 2023 року — в складі Комітету з Національної премії України імені Тараса Шевченка.

## «Terra poetica»(2014)[5]
Спільно з Фондом співпраці суспільства, бізнесу та влади започаткувала й постійно проводить акції з наповнення сільських бібліотек сучасними українськими книжками.
«Міжнародний молодіжний літературний форум».
Міжнародний конкурс творів молодих літераторів «Гранослов».

## Різне
Упорядниця англомовної антології «Terra poetica»(«Саміт-книга», 2014), однойменного міжнародного альманаху поезії («Саміт-книга», 2016), прози та поезопрози («Саміт-книга», 2017) та есеїстики («Саміт–книга», 2019).
На замовлення Державного центру перекладу Азербайджану виступила як співперекладачка книги відомого азербайджанського поета Салама Сарвана «І потонути неможливо, неглибокий цей світ…» (2020, «Саміт-книга»).
Авторка численних передмов, критичних статей, рецензій на книжки сучасних українських авторів.
Літературний редактор у вітчизняних та міжнародних виданнях.
За результатами опитування видання «Журналіст» (2018), увійшла у дванадцятку рейтингу успішних жінок серед мисткинь.
Мама двох дітей: донька — Дарина (12 р.), син — Олесь (4 р.)

## Творчість
Автор збірок:
- «Оголена самотність» (ВЦ «Просвіта» Київ, 2006);
- «Горизонтальна зебра» (Київ, 2009, у співавторстві з Юрієм Ковалевим);
- «ТекС-ТИ-ЛЬ & Libido» (рефлексії) («Самміт-книга» Київ, 2015);
- «Поміж жіночих звивин» (проєкт журналу «O'Ukraine» Київ, 2019).
- Салам Сарван «І потонути неможливо, неглибокий цей світ…» («Самміт-книга», 2020); переклад книги українською — Леся Мудрак;
- Лейла Алієва «Світ тане, як сон» («Ярославів Вал», 2021); переклад книги українською — Леся Мудрак.
- Упорядниця антології молодої Української поезії «Римова.30+»; Київ, «Політпринт», 2021
- Співавтор «Абетки переможців», Київ, «Самміт-книга», 2023

Твори опубліковані у пресі, інеті, антологіях та альманахах.
Вірші перекладені польською, німецькою, білоруською, болгарською, англійською, албанською, азербайджанською, македонською, французькою мовами.
У січні 2020 у столичному театрі «Сузір'я» відбулася театралізована презентація поезо-вистави «Поміж жіночих звивин» (режисер — Сергій Архипчук).

## Відзнаки
- лауреат премії «Коронація слова» (2004)
- лауреат приватної премії м. Вупертайль (Німеччина) «За вишукану розкутість українського слова» (2006)
- диплом Міністерства культури України «За вагомий внесок в розвиток української літератури» (2009)
- лауреат Національної програми «Мистецький олімп України» (2009)
- стипендіат Міського голови (Київ, 2013)
- лауреат Всесвітнього фестивалю поезії «Дітет де Наіміт» («Ditët e Naimit») (2013)[8]
- друга премія поетичного фестивалю «Серед слів і безкінечності» (Італія, 2014)
- книга поезій « ТекС-ТИ-ль & libido» стала лауреатом « Книга року 2015» і увійшла у рейтинг кращих поетичних книг, що були видані у 2015 році
- У червні 2022 року стала стипендіаткою «Літературного фонду» в Вільнюсі (Литва)
- У 2023 р. стала стипендіаткою Міністерства культури Литви
- 2024 р. Президією громадських об'єднань України нагороджена Орденом «Легенда Культури» (за особистий внесок у розвиток культури України та активну громадську діяльність).